# Remparts de Rochefort
Les remparts de Rochefort, bâti au XVIIe siècle, à Rochefort en Charente-Maritime, région Nouvelle-Aquitaine  en France. Ce qui reste de ces remparts est inscrit au titre des monuments historiques en 1930.

## Historique
À l'époque[Quand ?] ce rempart faisait le tour de la ville. Il avait été construit pour protéger la ville contre de potentiel envahisseur.
À ce jour il ne reste que de petites parties du rempart car la plupart a été détruit.
Le reste des remparts est inscrit au titre des monuments historiques par arrêté du 30 mai 1930.

## Architecture

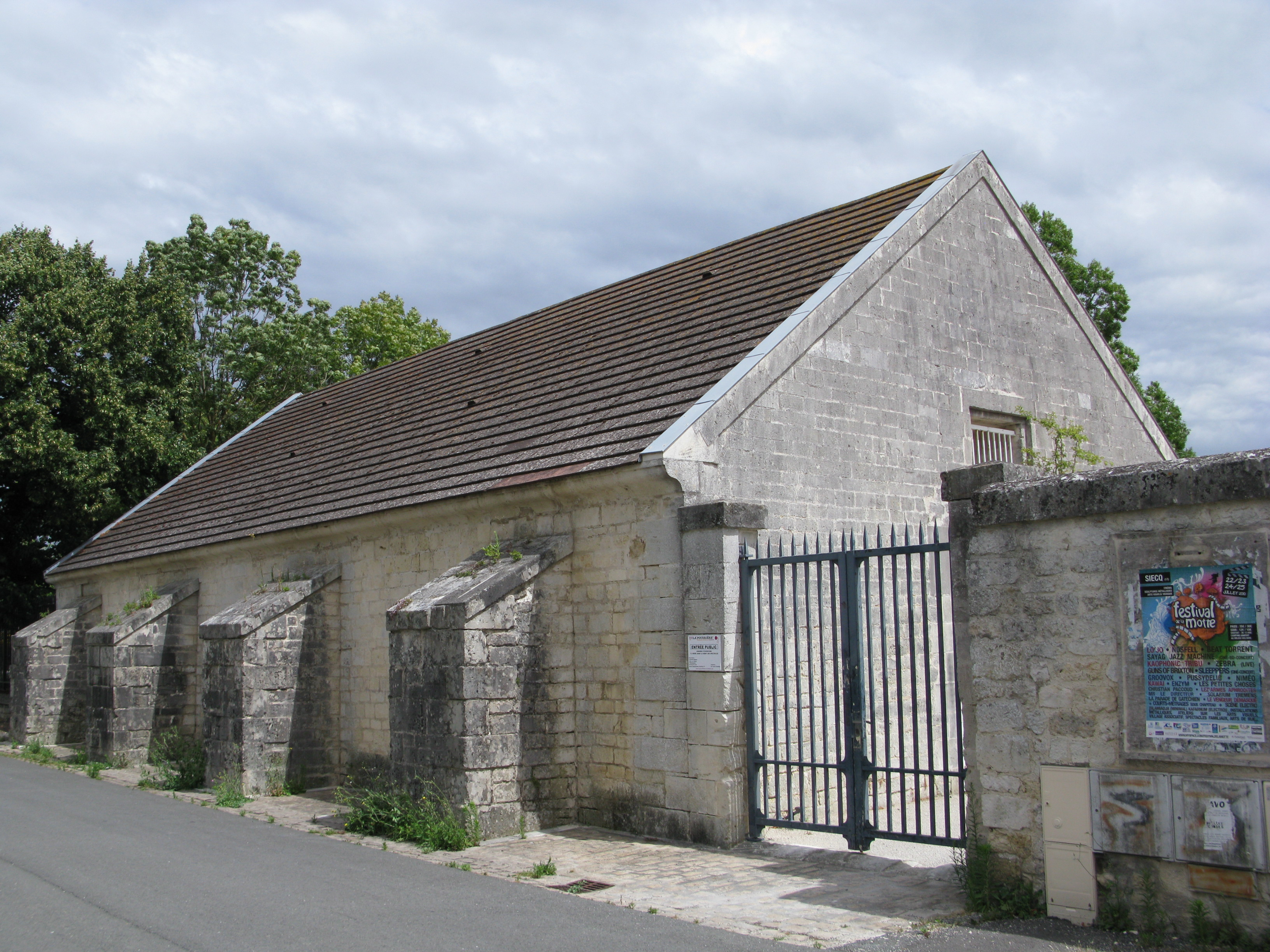
La poudrière
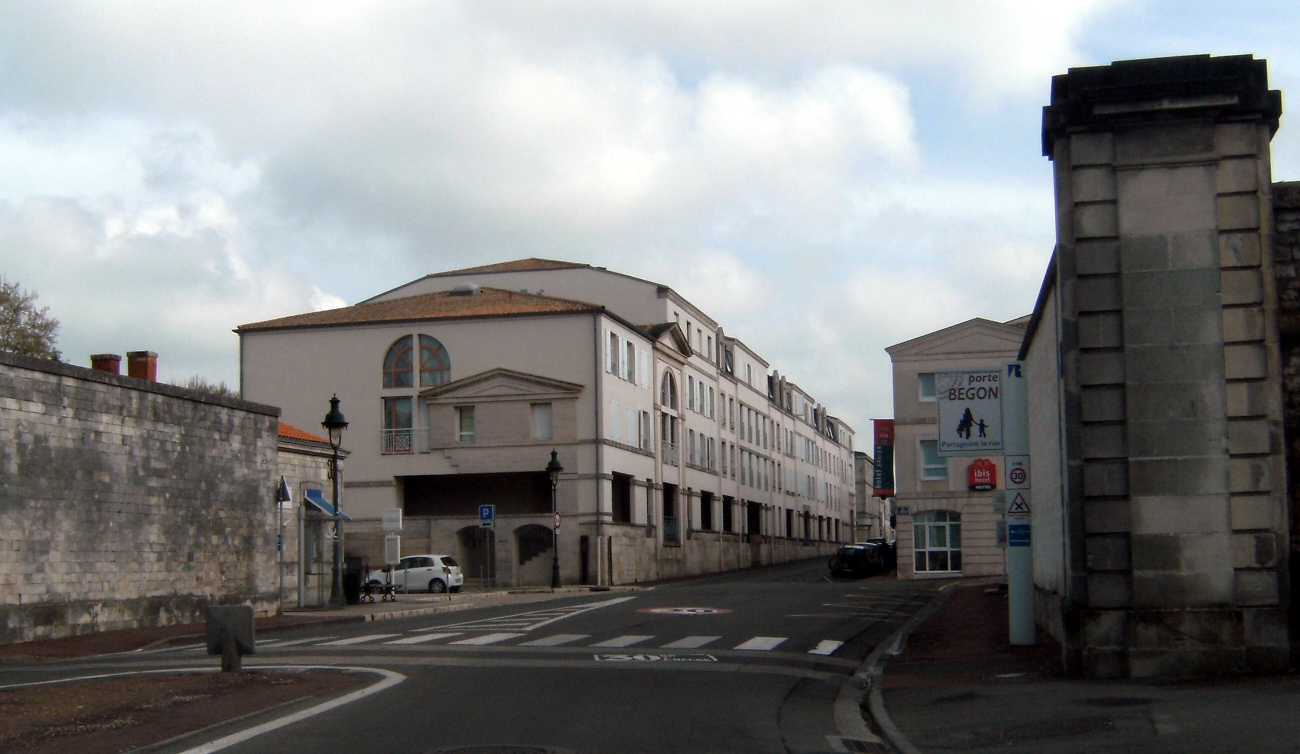
Porte Béligon
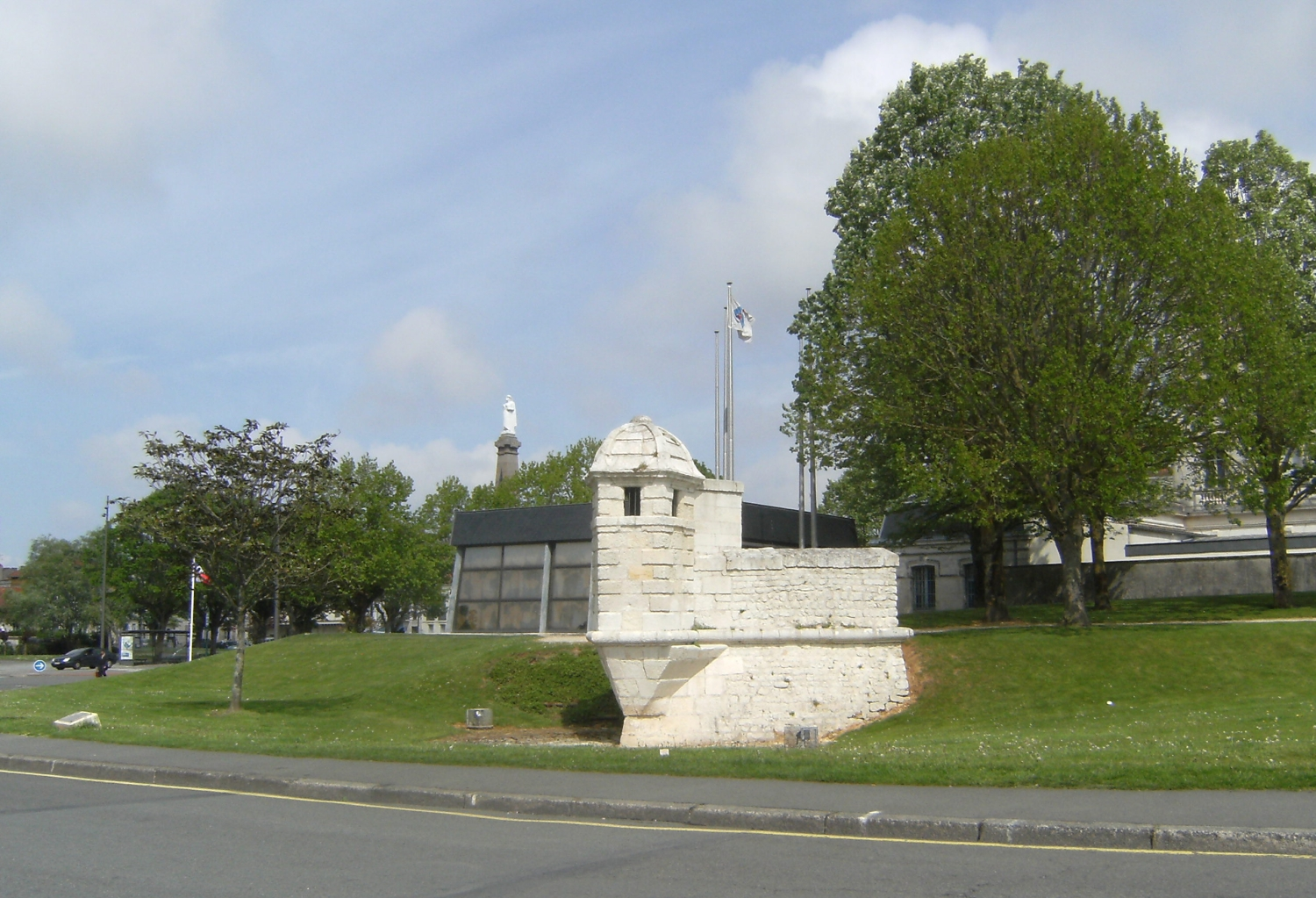
Échauguette
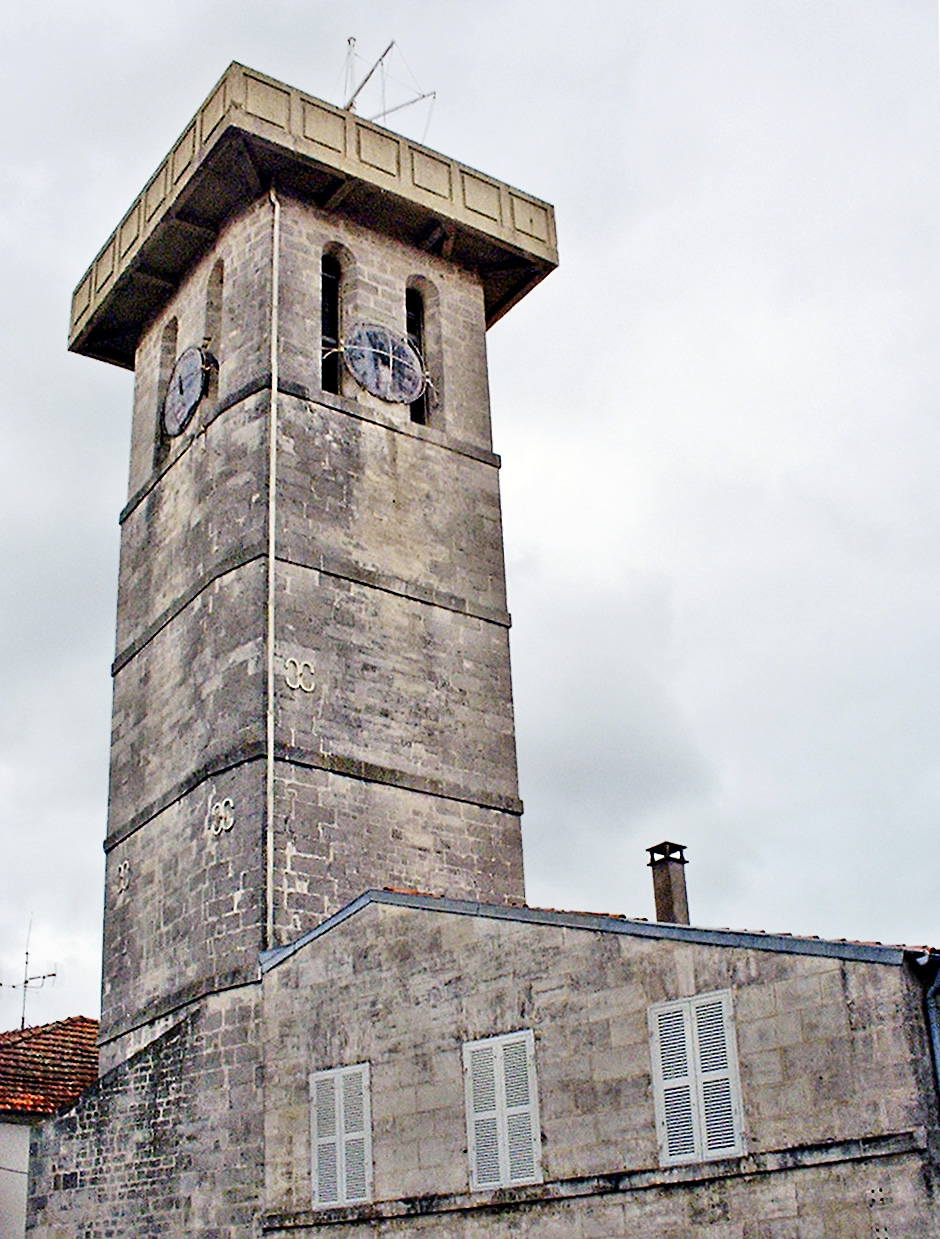
Tour des signaux